# Taketoyo
Taketoyo (jap. 武豊町 Taketoyo-chō) – miasto w Japonii, na wyspie Honsiu, w prefekturze Aichi. Według danych na rok 2020 miejscowość zamieszkiwało 43 535 mieszkańców , a gęstość zaludnienia wyniosła 1650,3 os./km².